# Sophia, West Virginia
Sophia är en ort i Raleigh County i West Virginia i USA. Vid 2010 års folkräkning hade Sophia 1 344 invånare.